# Australutica moreton
Australutica moreton là một loài nhện trong họ Zodariidae.
Loài này thuộc chi Australutica. Australutica moreton được Rudy Jocqué miêu tả năm 1995.